# Курузма
Курузма (азерб. Quruzma) — село в Сабирабадском районе Азербайджана.

## География
Расположено на Ширванской равнине, на левом берегу реки Кура, в 19 км к северо-востоку от районного центра города Сабирабад. Занимает площадь около 700 га. На другой стороне деревни находится Ахмаз, бывший ручей Куры, тип озера.

## Население
В 1977 году численность населения составляла 1554 человек. Были развиты разведение зерновых, хлопководство, животноводство, шелководство и бахчеводство. Имелись средняя школа, библиотека, узел связи.
По данным на 2009 год численность населения составляла 2084 человек.